# Songs of Love and Hate
Az 1971-es Songs of Love and Hate Leonard Cohen harmadik nagylemeze. A Sing Another Song, Boys című dalt kivéve a felvételek 1970. szeptember 22-e és 26-a között készültek, az előbbi dalt 1970. augusztus 30-án rögzítették az Isle of Wight fesztiválon. A Billboard listán a 145. helyig jutott az album, míg a világ más részein az énekes legnagyobb kereskedelmi sikerének számít: az Egyesült Királyságban 4., Ausztráliában 8. lett a listákon. Szerepel az 1001 lemez, amit hallanod kell, mielőtt meghalsz című könyvben.

## Az album dalai
| 1. | Avalanche            | Leonard Cohen | 5:07 |
| 2. | Last Year's Man      | Cohen         | 6:02 |
| 3. | Dress Rehearsal Rag  | Cohen         | 6:12 |
| 4. | Diamonds in the Mine | Cohen         | 3:52 |

| 1. | Love Calls You by Your Name | Cohen | 5:44 |
| 2. | Famous Blue Raincoat        | Cohen | 5:15 |
| 3. | Sing Another Song, Boys     | Cohen | 6:17 |
| 4. | Joan of Arc                 | Cohen | 6:29 |

| 1. | Dress Rehearsal Rag | Cohen | 5:37 |

## Közreműködők
- Leonard Cohen – akusztikus gitár, ének
- Ron Cornelius – akusztikus- és elektromos gitár
- Charlie Daniels – akusztikus gitár, basszusgitár, hegedű
- Elkin "Bubba" Fowler – akusztikus gitár, bendzsó, basszusgitár
- Bob Johnston – zongora
- Corlynn Hanney – vokál
- Susan Mussmano – vokál
- The Corona Academy, London – gyermekhangok
- Michael Sahl – vonósok a Last Year's Man 3. versszaka alatt
- Paul Buckmaster – hangszerelés, karmester